# Francesca Macrì
Francesca Macrì (Lodi, 30 aprile 1987) è una comica italiana.
È diventata popolare grazie alla sua partecipazione alle trasmissioni televisive Scorie e Quelli che il calcio e...
I suoi interventi comici sono spesso caratterizzati da un tono di voce monocorde e inespressivo, spesso costellato da strafalcioni grammaticali e un uso esagerato delle vocali aperte.

## Biografia
Il suo debutto televisivo avviene nel 2008 nel programma di All Music Lo show più buono che ci sia, a fianco di Gip, dove mette in scena delle gag comiche con l'ospite di turno.
Nello stesso anno debutta su Rai 2 a Scorie, con Nicola Savino e Dj Angelo, dove ricopre il ruolo di Tonia, volto femminile del fittizio canale satellitare "Rai 5 Sperimental". 
Tra il 2008 e il 2009 ha anche partecipato ad altri programmi, tra cui Veline, su Canale 5, Cuork - Viaggio al centro della coppia, trasmissione comica di LA7, e Vuoi scommettere?, programma comico-sportivo di Sky Sport.
Dal 2009 al 2011 è nel cast di Quelli che il calcio e..., programma di Rai 2 condotto da Simona Ventura. Nel programma mette in scena, talvolta insieme a Alessandro Cattelan, delle gag comiche: intervista gli ospiti con una raffica di domande imbarazzanti, propone improbabili quiz telefonici e rubriche televisive, canta canzoncine dai testi assurdi e ripropone scene di film famosi su cui vengono montate scene recitate da lei. Nel 2010 diventa poi l'inviata del fittizio TG Stadio Aperto 1, parodia del telegiornale Studio Aperto. Nei servizi del telegiornale parodia vengono date un'alta priorità alle cosiddette soft news (notizie frivole perlopiù legate a costumi, tendenze e cronaca rosa), esasperati i meccanismi della "Tv del dolore" e raccontate storie assurde e improbabili che hanno come protagoniste donne dal prosperoso seno, costantemente scoperto e a favore dalla telecamera.
Il 15 maggio 2011 viene pubblicato Il fantastiloso mondo di Francesca, un album di canzoni comiche cantate e scritte da lei stessa.
Nel 2011 prende anche parte alla web serie Suite Dreams, insieme, tra i tanti, a Valeria Graci, Claudio Gregori e Barbara Foria.
Dal gennaio del 2013 è in onda sull'emittente radiofonica m2o con L'agenda della settimana, una rubrica ironica di appuntamenti settimanali all'interno del programma A qualcuno piace presto. 
Nello stesso anno è tra i protagonisti della serie televisiva Mario, ideata da Maccio Capatonda e in onda su MTV, dove interpreta l'inviata Jo Cagnaccia, con una comicità sulla falsariga del TG Stadio Aperto 1. 
Tra il 2013 e il 2014 è presente nel cast di Colorado, trasmissione comica di Italia 1, con il personaggio della principessa Isabel; ad affiancarla sul palco c'è Max Pieriboni. 
Nel 2014 Francesca lancia su 2much.tv il suo blog comico BBBlog e pubblica sulle sue pagine social la sua imitazione di Barbara Berlusconi.
Nel luglio del 2014, su Comedy Central, conduce lo show Comedy on the Beach in coppia con Matteo Branciamore.
In settembre 2014 entra a far parte del cast del programma Detto fatto di Rai 2, condotto da Caterina Balivo.

## Filmografia
- Sirene – cortometraggio, regia di Lorenzo e Filippo Fenoglio (2002)[4]
- Suite Dreams – web serie (2011)
- Mario – serie TV (MTV, 2013-2014)

## Programmi TV
- Lo show più buono che ci sia (2008)
- Veline (2008)
- Stelle e note di Natale (2009)
- Scorie (2008-2009)
- Cuork - Viaggio al centro della coppia (2009)
- Quelli che il calcio e... (2009-2011)
- Vuoi scommettere? (2012)
- Colorado (2013-2014)
- Comedy on the Beach (2014)
- Detto fatto (2014-2015)

## Radio
- A qualcuno piace presto (m2o, 2013)

## Discografia
- Il fantastiloso mondo di Francesca (2011)

## Teatro
- Sette note in nero (2014-2015)[5]